# سام لاي
سام لاي (بالإنجليزية: Sam Lay)‏ هو مغني وموسيقي أمريكي، ولد في 20 مارس 1935 في برمنغهام في الولايات المتحدة.

## وصلات خارجية
- سام لاي على موقع IMDb (الإنجليزية)
- سام لاي على موقع ميوزك برينز (الإنجليزية)